# لؤي المنجد
لؤي عماد الدين المنجد (مواليد عام 1971 في دمشق) اقتصادي وسياسي سوري يشغل منصب وزير التجارة الداخلية وحماية المستهلك في حكومة محمد غازي الجلالي من 23 أيلول 2024 إلى 10 كانون الأول 2024 بعد يومين من سقوط نظام الأسد.
قبل ذلك شغل منصب وزير الشؤون الاجتماعية والعمل في حكومة حسين عرنوس الثانية من 29 آذار 2023 وحتى تعيينه في الحكومة الجديدة.

## نُبذة
- مستشار – رئاسة مجلس الوزراء ودراسات اللجنة الاقتصادية .
- خبير في فريق تقييم الخطة الخمسية العاشرة وإعداد الخطة الخمسية الحادية عشرة.
- عضو بالمجلس الاستشاري في وزارة النقل ومؤسس إدارة التشاركية بين القطاع العام والخاص.
- عضو في لجنة دراسة قانون الشراكة ما بين القطاع العام والخاص (PPP).
- عضو لجنة قانون إعادة تنظيم القطاع العام الصناعي.
- عضو مؤسس لمرصد التنافسية السوري .
- عضو لجنة إعادة هيكلية الدعم للمشتقات النفطية وحوامل الطاقة وأثرها على القطاعات الاقتصادية.
- عضو فريق مشروع تسهيل التجارة عبر دول المشرق (لبنان – الأردن- العراق – سورية).
- مستشار رئيسي متعاقد مع عدد من المنظمات الدولية والإقليمية.
- مستشار – المجلس الاستشاري برئاسة الوزراء.
- مستشار – وزارة التعليم العالي.
- مستشار – الاتحاد الوطني لطلبة سورية.
- مؤسس اتحاد المصدرين السوري.
- مستشار لاتحاد الجمعيات الخيرية بدمشق.